# 岩本勲
岩本 勲（いわもと いさお、1942年（昭和17年） - ）は、日本の政治学者、大阪産業大学名誉教授。

## 略歴
大阪府生まれ。1965年（昭和40年）、大阪大学法学部卒業。1971年（昭和46年）、同大学院法学研究科博士課程単位取得退学。1999年（平成11年）、「現代フランス政治過程の研究 -1981～1995」で、法学博士（大阪大学）の学位を取得。三重短期大学法経科助教授、教授。1986年（昭和61年）、大阪産業大学教授。2011年（平成23年）、定年退任。

## 著書
- 政治学講義 晃洋書房、1975.
- 公害と行政責任 四日市の場合 宮本忠編 1976. 河出選書
- フランスにおける革命思想 社会主義と独裁の伝統 晃洋書房、1978.5.
- フランス社会党政権の転換点 晃洋書房、1984.5.
- パリ・コミューンとマルクス フランス三部作を読む 世界書院、1987.10. ぷろぱあ叢書
- 80年代日本政治と世界 晃洋書房、1988.7.
- 現代フランス政治の変貌 晃洋書房、1994.4.
- 冷戦後の世界と日本 政治評論1990-1994 晃洋書房、1995.4.
- 現代フランス政治過程の研究 1981～1995 晃洋書房、1997.2.
- 概説近代民主主義の思想的系譜 自由と平等の相剋 晃洋書房、1998.4.
- 現代政治の諸問題・世界と日本 批判的評論集 晃洋書房、1998.11.
- 21世紀政治の新展開 世界と日本 晃洋書房、2007.4.
- 歴史に学ぶ侵略と戦争の論理 晃洋書房、2010.4.
- 天皇制絶対主義国家論の再構築・試論 晃洋書房、2011.2.